# Liste des footballeurs internationaux de Bohême et Moravie
La liste des footballeurs internationaux de Bohême et Moravie comprend tous les joueurs de football ayant évolué en équipe de Bohême et Moravie.
Appelée sélection de Bohême et Moravie, elle rassemble les meilleurs joueurs de la région et dispute son premier match officiel en 1906. Son dernier match a lieu en 1914. L'équipe de Tchécoslovaquie lui succède en 1914.
En 1939, le proctectorat de Bohême-Moravie est créé avec la dislocation de la Tchécoslovaquie. La sélection bohêmo-morave dispute 3 rencontres officielles durant l'année 1939 puis disparaît.

## Bohême et Moravie
| Nom                     | Date de naissance | Date de déces     | 1re sélection | Dernière sélection | Sélections | Buts |
| ----------------------- | ----------------- | ----------------- | ------------- | ------------------ | ---------- | ---- |
| Jindřich Baumruk (cs)   | 23 septembre 1881 | 5 mai 1964        | 1906          | 1906               | 1          | 1    |
| Josef Bělka             | 20 février 1886   | 15 mars 1944      | 1907          | 1908               | 4          | 4    |
| Emanuel Benda           | 2 février 1884    |                   | 1906          | 1908               | 4          | 0    |
| Jaroslav Čížek (cs)     | 9 mai 1887        | 7 mai 1924        | 1907          | 1907               | 1          | 0    |
| Karel Hradecký (cs)     | ?                 | 1988              | 1907          | 1907               | 1          | 0    |
| Bohumil Jelínek         | ?                 |                   | 1906          | 1907               | 2          | 1    |
| Vladislav Jelínek (cs)  | ?                 |                   | 1906          | 1907               | 3          | 0    |
| Miloslav Jeník          | 12 septembre 1884 | 30 octobre 1944   | 1906          | 1908               | 2          | 0    |
| Ladislav Jetel (cs)     | 3 juin 1886       | 24 septembre 1914 | 1906          | 1906               | 1          | 0    |
| František Jirásek (cs)  | ?                 | 10 mai 1941       | 1906          | 1907               | 2          | 0    |
| Jaroslav Jirkovský      | 15 octobre 1891   | 31 août 1966      | 1907          | 1908               | 3          | 0    |
| Josef Kopecký (cs)      | ?                 | 1930              | 1906          | 1906               | 2          | 0    |
| Jan Košek               | 18 juillet 1884   | 30 décembre 1927  | 1906          | 1908               | 3          | 4    |
| Karel Kotouč            | 13 octobre 1881   | 18 septembre 1922 | 1907          | 1908               | 3          | 0    |
| Alois Kovařovič (cs)    | 5 novembre 1886   | 31 août 1970      | 1907          | 1908               | 3          | 0    |
| Rudolf Krummer (cs)     | 18 février 1882   | 1958              | 1908          | 1908               | 1          | 0    |
| Antonín Kučera (it)     | ?                 |                   | 1906          | 1906               | 1          | 0    |
| Bohumil Macoun (cs)     | 21 décembre 1886  | 1915              | 1906          | 1908               | 2          | 0    |
| Ctibor Malý             | 7 décembre 1885   | 8 janvier 1968    | 1906          | 1908               | 3          | 0    |
| Viktor Müller (en)      | ?                 |                   | 1906          | 1907               | 3          | 0    |
| Jan Pech                | 8 avril 1886      | 20 juin 1924      | 1906          | 1906               | 1          | 0    |
| Josef Pelikán           | ?                 |                   | 1907          | 1907               | 1          | 1    |
| Jindřich Rezek          | 31 janvier 1884   | 14 août 1940      | 1906          | 1906               | 1          | 0    |
| Zdeněk Richter          | 17 mai 1885       |                   | 1907          | 1907               | 2          | 0    |
| František Rosmaisl (cs) | 25 avril 1884     | 9 mai 1945        | 1906          | 1906               | 1          | 0    |
| Antonín Šetela (cs)     | 12 avril 1882     |                   | 1906          | 1906               | 1          | 0    |
| Miroslav Široký (cs)    | 21 janvier 1885   | 8 octobre 1972    | 1908          | 1908               | 1          | 0    |
| Jaroslav Špindler (en)  | 21 avril 1890     | 1965              | 1908          | 1908               | 1          | 0    |
| Jan Starý               | 7 février 1884    |                   | 1906          | 1908               | 3          | 2    |
| Karel Šubrt (cs)        | 31 août 1891      |                   | 1908          | 1908               | 1          | 0    |
| Václav Titl             | 11 mai 1889       | 21 décembre 1923  | 1908          | 1908               | 1          | 0    |
| Jindřich Valášek        | 27 juin 1886      | 28 mars 1956      | 1906          | 1907               | 2          | 1    |
| Miroslav Vaněk (cs)     | 20 juin 1883      |                   | 1906          | 1906               | 1          | 0    |
| Richard Veselý (cs)     | 18 septembre 1881 |                   | 1906          | 1908               | 3          | 0    |
| Antonín Vosátka (cs)    | 14 mai 1884       | 22 mai 1958       | 1907          | 1907               | 1          | 0    |

## Protectorat de Bohême-Moravie
| Nom                  | Date de naissance | Date de déces     | 1re sélection | Derniere sélection | Sélections | Buts |
| -------------------- | ----------------- | ----------------- | ------------- | ------------------ | ---------- | ---- |
| Josef Bican          | 25 septembre 1913 | 12 décembre 2001  | 1939          | 1939               | 2          | 6    |
| Jaroslav Bouček      | 13 novembre 1912  | 10 octobre 1987   | 1939          | 1939               | 3          | 0    |
| Jaroslav Burgr       | 7 mars 1906       | 15 septembre 1986 | 1939          | 1939               | 2          | 0    |
| Karel Burkert        | 1er décembre 1909 | 26 mars 1991      | 1939          | 1939               | 1          | 0    |
| Václav Čepelák       | 27 juillet 1915   | 25 janvier 1975   | 1939          | 1939               | 1          | 1    |
| Karel Kolský         | 21 septembre 1914 | 17 février 1984   | 1939          | 1939               | 2          | 0    |
| Vlastimil Kopecký    | 14 octobre 1912   | 31 juillet 1967   | 1939          | 1939               | 3          | 3    |
| Josef Košťálek       | 31 août 1909      | 21 novembre 1971  | 1939          | 1939               | 1          | 0    |
| Jaroslav Kraus       | 9 mai 1912        |                   | 1939          | 1939               | 1          | 0    |
| Jaroslav Kulich (cs) | 1915              |                   | 1939          | 1939               | 1          | 0    |
| Josef Ludl           | 3 juin 1916       | 1er août 1998     | 1939          | 1939               | 3          | 3    |
| Oldřich Nejedlý      | 26 décembre 1909  | 11 juin 1990      | 1939          | 1939               | 1          | 1    |
| Karel Průcha (cs)    | 23 août 1914      |                   | 1939          | 1939               | 1          | 0    |
| Antonín Puč          | 16 mai 1907       | 18 avril 1988     | 1939          | 1939               | 1          | 1    |
| Jan Říha             | 11 novembre 1915  | 15 décembre 1995  | 1939          | 1939               | 3          | 1    |
| Karel Senecký        | 17 mars 1919      | 28 avril 1979     | 1939          | 1939               | 1          | 0    |
| Rudolf Šmejkal (en)  | 14 janvier 1915   | 8 novembre 1972   | 1939          | 1939               | 3          | 0    |
| Jaroslav Štumpf (cs) | 2 décembre 1914   | 8 février 1979    | 1939          | 1939               | 3          | 0    |
| Vojtěch Věchet       | 8 février 1912    | 6 septembre 1988  | 1939          | 1939               | 1          | 0    |